# 埃及神廟
埃及神廟屬於古埃及建築一種，建成主要目的，通常在於神靈崇拜及紀念古埃及法老，並有宣揚國威及皇室的重要性。這些神廟建成後，通常會指定給某神祇和法老王。於這些神廟內，埃及人進行各種祈禱儀式，其中最具代表性的神廟為阿布辛拜勒神廟和卡納克神廟。

## 历史
神廟的發展，可追溯自停止金字塔建設後的西元前4500年，神廟組成通常為一座以外牆封閉的主廟宇及周邊各種各樣的次要建築。以擁有三座廟宇建物的卡奈克神廟為例，最大的廟宇面積達到30公頃。
埃及神廟群自陸續興建後一直為經濟和宗教中心，廟宇內祭司也成為權力十分強大的階級，有時候連統治埃及國家的國王，都會遭受這些人的挑戰。惟隨著羅馬帝國勢力漸增及基督教勢力入侵，埃及神廟的重要性越來越薄弱。西元550年，最後一座神廟被關閉，許多神廟也付之荒廢。直到19世紀，少部份神廟遺跡才被考古學家陸續挖掘還原。